# Gavilea odoratissima
Gavilea odoratissima là một loài thực vật có hoa trong họ Lan. Loài này được (Poepp. & Endl.) Poepp. mô tả khoa học đầu tiên năm 1833.

## Hình ảnh

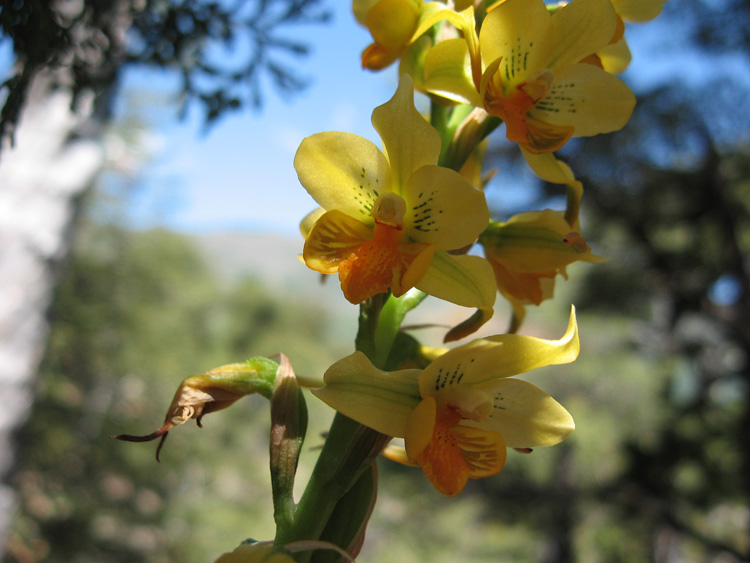